# Smile SUMMIT
Smile SUMMIT(スマイル サミット)は、FM NACK5のラジオ番組である。

## 概要
2019年4月1日、6年半続いた「monaka」の後番組としてスタート。
番組名の「Smile SUMMIT」とは「笑顔の頂点」の意味が込められており、「リスナーを笑顔の頂に運ぶ」というコンセプトのもと、リスナーと話題を共有し、番組を通してリスナーと向き合って話し合い、笑顔の頂点(Smile SUMMIT)に導く。

アイキャッチにはアニメ「少女終末旅行」オープニング曲の「動く、動く」が使われている。

## パーソナリティ
- 栗林さみ

　前番組「monaka」では、池辺愛の産休中（2017年1月 - 3月）に代理パーソナリティを担当した。

### 代理パーソナリティ
- 棚橋麻衣[2]・佐々木もよこ[3]（2020年1月13日 - 16日[4]、栗林の喉の不調のため）

以下は、栗林の夏季休暇中の代役
- 森遥香（2022年9月19日[5]・2023年9月21日[6]）
- 大坪奈津子（2022年9月20日[7]）
- 小林麗菜（2022年9月21日[8]）
- 河邑ミク（2022年9月22日[9]）
- 五十嵐美樹（2024年9月18日[10]）
- 白戸ゆめの[11]（2024年9月19日[12]）
- 亜咲花（2024年9月20日[13]）

## 放送時間
- 毎週月曜日 - 木曜日 9:00 - 12:30 
  - 放送開始 - 2021年8月までは9:00 - 12:40に放送されていたが、同年9月から12:30 - 12:45に「旬!SHUN!ピックアップ」が編成されたため、10分短縮。

## タイムテーブル
※2022年10月現在
9時台
- 9:00 オープニング・Smile Quiz
- 9:10 Smile Market
- 9:30 NACK5 TRAFFIC（瀬戸見建設提供(水、木曜日)・埼玉センター）
- 9:32 NACK5 WEATHER

10時台
- 10:06 NACK5 TRAFFIC（武蔵コーポレーション提供・九段センター）
- 10:10 Smile LEARNING
- 10:30 NACK5 TRAFFIC（近藤建設グループ提供・埼玉センター）
- 10:50 FM Radio Shopping

11時台
- 11:00 Lucky Lunch（占い）
- 11:05 NACK5 TRAFFIC（日産サティオ埼玉提供・九段センター）
- 11:10 Cheerful Style
  - 月曜日：ビタミンサミー
  - 火曜日：Live it up!
  - 水曜日：スマカジ！
  - 木曜日：埼玉のトップ
- 11:28 防災ひとくちメモ
- 11:30 NACK5 TRAFFIC（ラーメン山岡家提供・埼玉センター）
- 11:35
  - 月曜日：フライングガーデン 爆ハンサミット
  - 木曜日：弁護士法人・響 Presents 島田秀平と古藤由佳のこんな法律知っ手相 - 島田秀平・古藤由佳
- 11:50 FM Radio Shopping

12時台
- 12:00 NACK5 NEWS（※天気予報含む）
- 12:03 NACK5 TRAFFIC（アイメガネ提供(月曜日)・九段センター）
- 12:08 THE SUMMIT TALK
- 12:20 NACK5 TRAFFIC（楽園提供・警視庁スタジオ）
- 12:25 エンディング

## 主なコーナー

### 現在
Smile Quiz
Smile Market
換気リクエストタイム
SMILE LEARNING
Cheerful Style
THE SUMMIT TALK

### 過去
ボン・マリアージュ